# Golful Alaska
Pentru alte utilizări ale termenului Alaska, vezi pagina de dezambiguizare Alaska (dezambiguizare). 

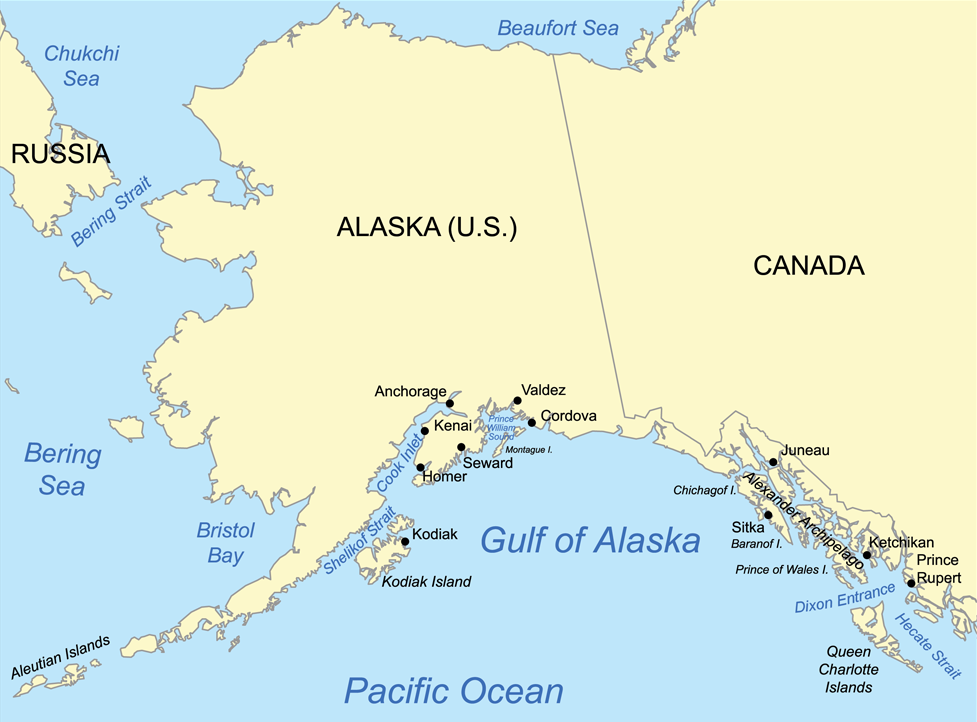
Harta Golfului Alaska

Golful Alaska (în engleză Gulf of Alaska) este un golf al Oceanului Pacific situat la țărmul vestic al Americii de Nord, între peninsula Alaska și Insulele Vancouver, cu adâncimea maximă de 5659 m.. În 1741, o expediție condusă de danezul Vitus Bering i-a adus aici pe primii europeni.